# Софі Маринова
Софі́я Мари́нова Ка́менова (болг. София Маринова Каменова), відома як Софі́ Мари́нова (болг. Софи Маринова; нар. 5 грудня 1975 року, Софія, Болгарія) — болгарська співачка. Представниця Болгарію на пісенному конкурсі Євробачення 2012, який відбувся в Баку. За результатами другого півфіналу, який пройшов 24 травня, виконавиця не пройшла до фіналу.